# Pentecoste (Assisi)
La Pentecoste è un affresco (500x400 cm) attribuito al giovane Giotto, databile al 1291-1295 circa e situato nella fascia superiore della controfacciata della Basilica superiore di Assisi.

## Descrizione e stile
La scena, nella lunetta destra, è danneggiata soprattutto nelle figure degli apostoli e della Madonna. Ambientata in un recinto, sullo sfondo di un'ardita sezione di un edificio gotico, la Pentecoste è raffigurata con la colomba dello Spirito Santo che dall'alto, entro un nimbo, sta dirigendosi al consesso degli Apostoli riuniti con Maria.
Nell'edificio dello sfondo è facile riconoscere un'anteprima delle solide strutture architettoniche delle Storie di san Francesco, ed appare ormai evidente la sapiente scansione spaziale dei soggetti, dagli apostoli in primo piano di spalle fino allo sfondo. Secondo le convenzioni dell'arte medievale la Pentecoste avviene al chiuso, con l'edificio dello sfondo che deve essere mentalmente raddoppiato e chiuso dallo spettatore.
Sull'attribuzione si sono registrate diverse ipotesi: secondo Gnudi (1959) sarebbero presenti influssi romani e toscani, mentre Gioseffi (1957 e 1963) e Salvini (1962) parlarono di un maestro ispirato a Giotto, operante dopo la stesura delle Storie francescane. Oggi le ipotesi preminenti parlano di un lavoro su disegno del responsabile delle Storie francescane, condotto però probabilmente da maestranze di bottega.